# Автоматизированная система коммерческого осмотра поездов и вагонов
Автоматизированная система коммерческого осмотра поездов и вагонов АСКО-ПВ (известная также как «электронные ворота») — комплекс технических средств, предназначенный для автоматического выявления коммерческих неисправностей в поездах и вагонах на железнодорожном транспорте. Разработана в 1995 году.
Система АСКО-ПВ представляет собой электронные габаритные ворота, устанавливаемые над железнодорожным путем, и оснащённые набором датчиков и системой телевизионного контроля (видеокамерами). Система обеспечивает выполнение задач по осмотру вагонов и контейнеров на предмет выявления коммерческих неисправностей (угрожающих безопасности движения и сохранности грузов), контроля правильности загрузки и крепления грузов, а также фиксации отдельных технических неисправностей вагонов. В процессе осмотра вагона (поезда) он проходит через электронные ворота на скорости до 60 километров в час (в ранних версиях - до 40 км/ч). Информация с датчиков и видеокамер автоматически передаётся на автоматизированное рабочее место (АРМ) оператора пункта коммерческого осмотра (ПКО), который обрабатывает полученные данные, при необходимости формирует и распечатывает документы (например, справку о неисправности) и передаёт информацию приёмщикам поездов или другим ответственным сотрудникам. Применение АСКО-ПВ позволяет значительно ускорить процесс коммерческого осмотра, повысить его эффективность и объективность, а также минимизировать время нахождения персонала в зоне повышенной опасности.
На железных дорогах России по состоянию на начало 2009 года действовало более 170 систем АСКО-ПВ, из них 21 система установлена в 2008 году.

## Принцип действия и компоненты
Основу системы составляет П-образная несущая конструкция («ворота»), устанавливаемая над железнодорожным путем. На этой конструкции и рядом с ней монтируются различные подсистемы, обеспечивающие комплексный контроль проходящего подвижного состава. Современные системы АСКО-ПВ часто имеют модульную архитектуру, позволяющую гибко конфигурировать комплекс под конкретные задачи и интегрировать дополнительные модули.

### Модульная структура
Типовая система АСКО-ПВ включает следующие основные подсистемы (модули):
- Подсистема телевизионного контроля (АСК Т): Включает несколько (от 4 до 6 и более, в зависимости от конфигурации) телевизионных камер высокого разрешения, размещенных на несущей конструкции для обеспечения обзора вагонов с различных ракурсов: левый и правый борта, крыша, а также специализированные камеры для контроля отдельных элементов (например, люков цистерн, запорно-пломбировочных устройств). Камеры позволяют оператору дистанционно наблюдать за подвижным составом в реальном времени или в записи, выявляя как коммерческие (отсутствие ЗПУ, открытые люки, остатки груза, повреждения кузова), так и некоторые технические неисправности. Изображения передаются на АРМ оператора и могут использоваться модулем распознавания номеров.
- Подсистема контроля габаритов (АСК Г): Представляет собой электронные габаритные ворота, оснащенные датчиками для контроля соблюдения габарита погрузки и габарита подвижного состава. В качестве датчиков могут использоваться оптоэлектронные пары (инфракрасные излучатели и приемники) или более современные лидары[2]. Система контролирует несколько зон габарита (например, 9 зон габарита погрузки, 2 зоны основного габарита погрузки и 2 зоны максимального габарита подвижного состава[4]). При обнаружении негабаритности система выдает световой и звуковой сигналы, а информация передается на АРМ оператора с привязкой к номеру вагона. Эта же подсистема обычно отвечает за подсчет вагонов в поезде (с использованием датчиков счета вагонов и, для повышения точности, датчиков счета колесных пар[6]) и определение скорости движения состава.
- Подсистема автоматического распознавания инвентарных номеров вагонов (АСКИН): Использует видеоизображения с камер бокового обзора для автоматического считывания и распознавания 8-значных инвентарных номеров вагонов. Распознанные номера сверяются с натурным листом поезда для контроля правильности формирования состава и привязки выявленных неисправностей к конкретным вагонам[2][4].
- Автоматизированные рабочие места (АРМ):

```
   *   
АРМ оператора ПКО (АРМ О):
 Основное рабочее место для взаимодействия с системой. Позволяет просматривать видео с камер (в многооконном или полноэкранном режиме), управлять воспроизведением архива (изменение скорости, покадровый просмотр, стоп-кадр, масштабирование), получать сигналы о негабаритности, фиксировать выявленные неисправности, формировать справки (например, формы ВУ-23), вести журнал событий. АРМ обеспечивает поиск данных по различным параметрам (время, номер поезда, номер вагона) и архивацию информации
[
2
]
[
4
]
.
   *   
АРМ приемосдатчика ПКО (АРМ ПС):
 Часто интегрируется с Единой автоматизированной системой актово-претензионной работы хозяйства коммерческой работы в сфере грузовых перевозок (ЕАСАПР М)
[
4
]
. Позволяет получать данные об осмотренных поездах и выявленных неисправностях от АРМ оператора, оформлять оперативные донесения, вести книги учета неисправностей (например, КНУ - Книга нарушений установленных), формировать отчеты
[
2
]
[
4
]
.
```

- Вспомогательные подсистемы: Включают систему освещения (прожекторы, часто светодиодные или с металлогалогенными лампами, с автоматическим включением в темное время суток), систему передачи сигналов, систему оповещения и электропитания (включая источники бесперебойного питания для АРМ)[4][6].

## Функциональные возможности
Система АСКО-ПВ реализует широкий спектр функций для автоматизации коммерческого осмотра:
- Автоматический контроль габаритности погрузки: Круглосуточный контроль за соблюдением установленных габаритов погрузки и подвижного состава при движении поезда со скоростью до 60 км/ч.
- Визуальный контроль состояния вагонов и грузов: Обнаружение таких неисправностей, как отсутствие или повреждение ЗПУ, открытые двери и люки вагонов, просыпание груза, наличие остатков ранее перевозимых грузов, посторонних предметов в полувагонах, повреждения кузова вагона, неправильное размещение и крепление груза на открытом подвижном составе.
- Автоматическое распознавание номеров вагонов: Идентификация вагонов и сверка с натурным листом поезда.
- Подсчет вагонов и определение скорости движения поезда.
- Цифровая видеорегистрация и архивирование: Запись видеоинформации со всех камер, создание архива данных (видео, информация о поездах, вагонах, неисправностях) с возможностью длительного хранения (например, до 6 месяцев[4]) и быстрого поиска по различным критериям.
- Формирование отчетной документации: Автоматизированное создание справок о коммерческих неисправностях, ведение электронных журналов и книг учета.
- Повышение безопасности и эффективности труда: Сокращение времени нахождения осмотрщиков и приемосдатчиков в опасной зоне железнодорожных путей, повышение производительности и объективности контроля.

## Интеграция с другими системами
АСКО-ПВ является частью общей информационной инфраструктуры РЖД и других железнодорожных предприятий. Система тесно интегрируется с другими автоматизированными системами:
- ЕАСАПР М (Единая автоматизированная система актово-претензионной работы): Для передачи данных о выявленных коммерческих неисправностях и оформления актов.
- АСУ станции (Автоматизированная система управления станцией): Для получения информации о поезде, в частности, натурного листа.
- АСКМ (Автоматизированная система коммерческого мониторинга).
- АСКИН (Автоматизированная система контроля инвентарных номеров вагонов): Может быть как интегрированным модулем АСКО-ПВ, так и отдельной системой, с которой осуществляется обмен данными.
- Системы динамического взвешивания вагонов (СДВ): Позволяют одновременно с коммерческим осмотром определять вес вагонов.
- Тепловизионные комплексы (например, ТК ДК ЗПС или АСКО ТПВ): Для дистанционного контроля уровня загрузки сыпучих грузов, выявления перегретых букс или других температурных аномалий[2][4].

## Технические аспекты и развитие
Системы АСКО-ПВ работают в круглосуточном режиме в широком диапазоне температур (например, от -50 °С до +50 °С). Для их установки предъявляются определенные требования к участку пути: он должен быть прямым и горизонтальным на определенном расстоянии до и после габаритных ворот, должны соблюдаться установленные расстояния до оси пути и междупутья, а также высота несущей конструкции.
Системы постоянно развиваются. Появляются модификации (например, АСКО ПВ М) с улучшенными характеристиками: более высоким разрешением камер (до 2048x1536 пикселей и выше), использованием светодиодных прожекторов, индукционных педалей в качестве датчиков счета вагонов, применением лидаров для контроля габаритов. Патент RU2252170C1, поданный в 2004 году, описывает усовершенствованную систему с четырьмя камерами, девятью датчиками контроля габарита, датчиком счета колесных пар для повышения точности и возможностью автономной работы блока индикации при отказе компьютера оператора, что отражает этапы развития данной технологии.